# Mike Barrowman
Mike Barrowman (Estados Unidos, 4 de diciembre de 1968) es un nadador estadounidense retirado especializado en pruebas de estilo braza, donde consiguió ser campeón olímpico en 1992 en los 200 metros.

## Carrera deportiva
En los Juegos Olímpicos de Barcelona 1992 ganó la medalla de oro en los 200 metros estilo braza, con un tiempo de 2:10.16 segundos que fue récord del mundo, por delante del húngaro Norbert Rózsa y del británico Nick Gillingham.
El año anterior, en el mundial de piscina larga de Perth de 1991, había ganado el oro en la misma prueba de 200 metros braza.